# Parafia Ewangelicko-Augsburska w Sopocie
Parafia Ewangelicko-Augsburska w Sopocie (znana także pod nazwą Parafia Ewangelicko-Augsburska Gdańsk-Gdynia-Sopot lub Parafia Ewangelicko-Augsburska w Gdańsku z siedzibą w Sopocie) – parafia Kościoła Ewangelicko-Augsburskiego w RP, w diecezji pomorsko-wielkopolskiej. W 2020 liczyła ok. 500 wiernych.
W latach 1946–1983 proboszczem był ks. Edward Dietz, a następnie biskup Michał Warczyński. Od listopada 2010 proboszczem jest ks. prof. Marcin Hintz.
W parafii działają: chór, uświetniający swoimi występami nabożeństwa w ważniejsze święta, koło pań, koło pań juniorek, koło młodzieżowe oraz biblioteka ewangelicka "Etos". W sezonie letnim wnętrze kościoła parafialnego udostępniane jest sopockim turystom do zwiedzania.
Ze względu na brak w okolicy własnych parafii, do zboru należą także osoby wyznania ewangelicko-reformowanego (raz na kwartał odprawiane jest nabożeństwo przez pastora kalwińskiego) oraz wyznania anglikańskiego.
Dawny sopocki cmentarz ewangelicki został przekształcony w cmentarz komunalny. Większość nagrobków została zniszczona po II wojnie światowej (zachowało się ok. 50).

## Kościoły i kaplice
- Kościół Zbawiciela w Sopocie (parafialny), Skwer ks. Otto Bowiena (przy ul. Piastów)
- Kaplica parafialna w Sopocie, ul. Kościuszki 51
- Kaplica im. dr. Marcina Lutra w Tczewie (filiał), ul. 30 Stycznia 61[4]